# Heterocerus ciliaticollis
Heterocerus ciliaticollis – gatunek chrząszcza z rodziny różnorożkowatych i podrodziny Heterocerinae.
Gatunek ten został opisany w 1869 roku przez Edouarda Steinheila.
Chrząszcz ten został wykazany z Argentyny, Boliwii i paragwajskiego departamentu Boquerón.